# Nikon F2

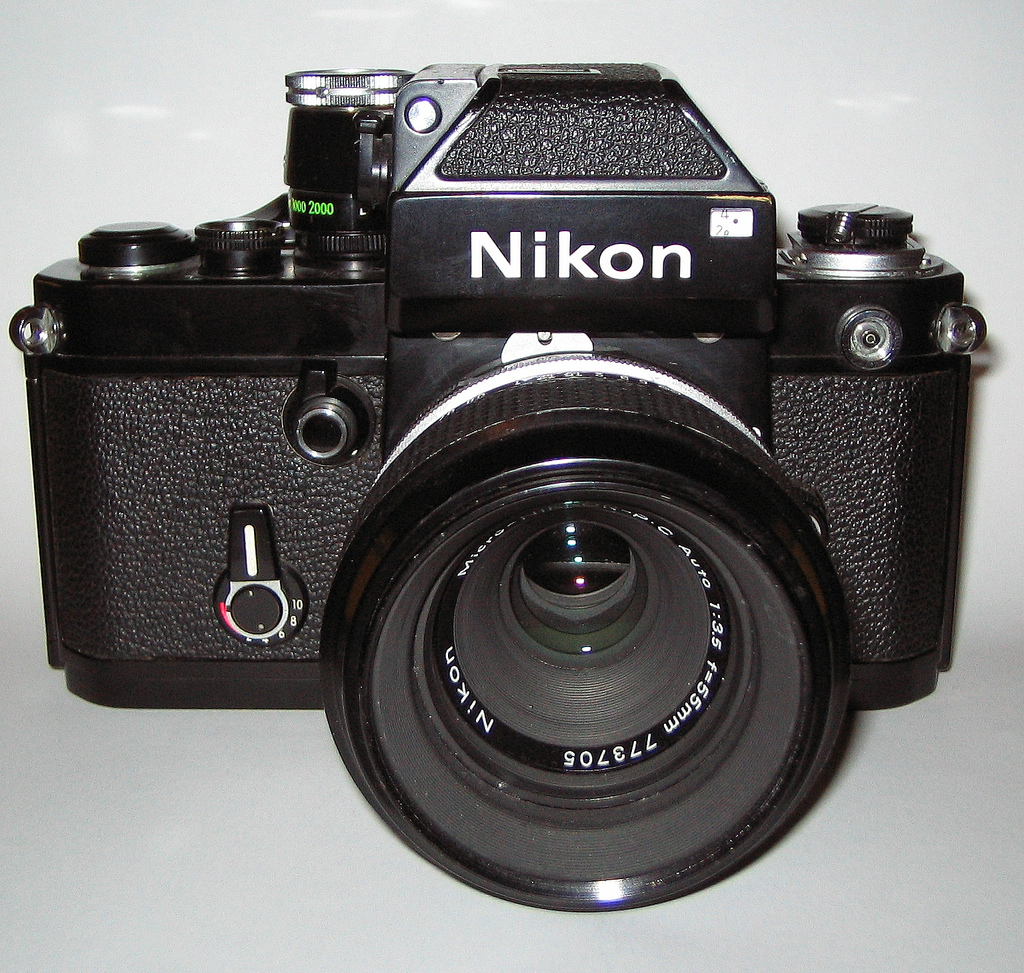
Cámara Nikon F2.

La Nikon F2 es una cámara reflex mono-objetivo de formato 35 mm. Fue producida, de 1971 a 1980, por la compañía japonesa Nippon Kogaku K. K (filial de Nikon desde 1988). La cámara utiliza un obturador de plano focal horizontal equipado con cortinas de titanio que ofrecen una velocidad de obturación máxima de 1/2000 de segundo, y ofrece una sincronización de flash a 1/80 s.
Estaba disponible a la venta en color negro con partes cromadas, o toda en negro.

## Descripción
La F2 era el segundo aparato de una larga lista de Nikon F de nivel profesional de SLR 35 mm. Esta línea de productos comienza con la Nikon F (producida de 1959 a 1974). Le sucederán, como en una dinastía, las grandes de la marca: F3 (1980 - 2001), F4 (1988 - 1996), F5 (1996 - 2005) y actualmente F6 (2004 – 2020).
La F2 fue la última cámara profesional Nikon con una carcasa totalmente mecánica. Basada en el mismo principio modular que su predecesora, la F2 fue capaz de mantenerse hasta la fecha, en la parte superior de la jerarquía de los pros carcasas por sustituciones sucesivas de sus visores. El DP-1, visor estándar en su salida, fue un visor FTN Nikon F rediseñado. El último visor lanzado en 1978 para la F2, el DP-12 posee el nuevo acoplamiento AI abertura a la célula, con los diodos del sensor de exposición en el visor, un rango de medición de exposición hasta ocho segundos, y una conexión con el DS-12, un accesorio para automatizar el diafragma. Con un simple conjunto de accesorios, se pasa de una carcasa minimalista, puramente mecánica y sin célula sensora, a una caja automática con control remoto, que puede funcionar de forma independiente, gracias a una backpack de gran capacidad, y a los sistemas de activación automatizados.

## Características
Sus dimensiones son: 
- 98 mm de altura
- 152,5 mm de anchura
- 65 mm de profundidad
- un peso de 730 g

Particularmente, la F2 ha sido sin duda la cámara de Nikon profesional con más accesorios incluidos, dedicados específicamente a este modelo. El usuario tenía acceso a: 
- Cinco visores fotométricos: DP-1, DP-2 y DP-3 No-AI y los DP-11 y DP-12 de 1978 para los nuevos objetivos Ai. El DP-12, el más avanzado, permitía mediciones de luz de hasta ocho segundos, ya que el temporizador del autodisparador también se utilizaba para largas exposiciones por encima del segundo.
- Tres unidades de servo diafragma: el DS-1 y DS-2 no AI, utilizable en las prismas DP-2 y DP-3, y el DS-12 de 1978 para su uso con el prisma DP-12. Permitían el funcionamiento de la cámara en modo de prioridad de obturación, accionando el anillo de diafragmas del objetivo.
- Cuatro visores específicos, además de los pentaprismas fotométricos: visor deportivo, pentaprisma no fotométrico, el visor astrofotográfico DW-2 y el visor plegable de cintura DW-1.
- Veinte pantallas de enfoque: helado, claras, con o sin telémetro con stigmomètres sobre toda la superficie del vidrio o no, y de diferentes tamaños, con la configuración de la pantalla de TV ...)
- Dos motores: el MD-1, más adelante sustituido por el MD-2 y MD-3. Estos motores tenían, a su vez, su propio sistema de suministro de energía, los disparadores con cable de intervalómetros ...
- Cuatro respaldos diferentes: un respaldo fechador, de gran capacidad (MF-1 250 fotos, y MF-2 750 fotos), además de un respaldo 3 MF para su uso con el motor MD-2 para permitir tensar la película cuando se rebobina hacia atrás. También tenían su propio sistema de fuentes de alimentación, casetes de película (AM-1, MZ-1 MZ-2) y equipo de carga de cuarto oscuro.
- Un sistema de flash específico, debido al flash de montaje especial en esta cámara (por encima de la manivela de rebobinado) y sistemas de reflectores, fuentes de alimentación y accesorios especiales a estos destellos.

La F2, con carcasa totalmente mecánica de notable diseño, alta fiabilidad y calidad de fabricación, a menudo es vista por los fotógrafos profesionales y por los talleres de reparación como la más bella y mejor diseñada SLR mecánica, junto con la Pentax LX y la Olympus 0M3. Sigue siendo, treinta años después del fin de su fabricación, una máquina popular y apreciada por los aficionados.
Después de la F2, la F3 adoptará el automatismo de velocidad en nativo y el display de cristal líquido. A partir de la F4, los modelos serán autofoco. 
Las Nikon de la serie F no poseen ningún componente en común, exceptuado la utilización continua de la montura Nikon F.